# Sanche Ier (roi d'Aragon)
Pour les articles homonymes, voir Sanche Ier et Sancho Ramirez.
Sanche Ier d'Aragon ou Sancho Ramirez (lieu inconnu, vers 1043 – Huesca, après le 4 juin 1094) est le fils de Ramire Ier d'Aragon et d'Ermesinde de Foix. Il succède à son père en 1063 et règne sur le royaume d'Aragon. En 1076, il est appelé au trône de Pampelune par la noblesse navarraise et devient roi comme Sanche V de Pampelune.
Son règne est marqué par l'expansion croissante de la jeune monarchie aragonaise, qui s'étend vers le sud, le long des vallées de l'Èbre, du Cinca et du Gállego, aux dépens des royaumes de taïfas, auxquels il impose le paiement de tributs. Il réorganise aussi religieusement son royaume, qu'il place dans la vassalité du pape, par la rénovation des monastères et l'adoption du rite romain.

## Biographie

### Jeunesse
Le lieu et la date de naissance de Sanche sont mal connus : il semble qu'il naisse aux alentours de 1043. Il est le fils aîné du premier roi d'Aragon, Ramire Ier, et de sa première épouse, Gilberge de Foix, fille de Bernard Roger, comte de Foix, de Comminges et de Bigorre. Son enfance n'est pas connue.
Il épouse, en 1062 ou 1063, Isabelle d'Urgell, fille du comte d'Urgell Armengol III et d'Adélaïde de Besalú. Son père meurt peu de temps après, et il devient roi d'Aragon.

### Règne

#### La croisade de Barbastro
En 1063, le pape Alexandre II lance un appel à la croisade contre les Maures, auxquels répondent des chevaliers et des seigneurs francs : un contingent d'Aquitains est mené par le duc d'Aquitaine Guillaume VIII, le contingent papal par le Normand Guillaume de Montreuil, tandis que Sanche Ier dirige le contingent espagnol, formé de Catalans et d'Aragonais, auquel participe son beau-père, Armengol III. Le but de l'entreprise était la conquête de Barbastro, devant laquelle le siège est mis en 1064. À la suite de la prise de la ville, Armengol III est nommé chef de la place. Il meurt cependant le 17 avril 1065, lorsque Al-Muqtadir, roi de la taïfa de Saraqusta, réagit pour récupérer Barbastro et mena le djihad.
Malgré la perte de Barbastro, Sanche Ier mena en 1065 d'autres campagnes militaires victorieuses contre la taïfa de Saraqusta et conquit la ville d'Alquézar, ainsi que les villages proches de Buera, Colungo et Adahuesca, au nord de Barbastro.
Entre 1065 et 1067, Sanche Ier fut impliqué dans la guerre des trois Sanche, avec ses cousins Sanche IV de Navarre et Sanche II de Castille. Le roi d'Aragon apporta son aide à son cousin de Navarre, mais les deux cousins sont défaits par le roi de Castille à Bureba et en Alava.
Sanche Ier se lie d'amitié avec Ebles II de Roucy, seigneur champenois venu combattre à Barbastro, qui lui apporte aide et conseil durant la guerre des trois Sanche. Après avoir - sans doute - répudié son épouse, en 1070, il épouse la sœur de son nouvel ami, Félicie de Roucy.

#### Le voyage à Rome et l'œuvre religieuse
En 1068, Sanche Ier se rendit à Rome, dans l'idée de consolider son royaume. Il offrit au pape Alexandre II de lui rendre hommage pour les terres de Matidero et Vadoluengo,. En échange de cette reconnaissance de vassalité, Sanche Ier promit de payer chaque année la somme de 600 marcs d'or,. Ce contrat est à l'origine de l'« hypothèse des fils de soie » (hipòtesi dels lemniscs), qui soutient que le drapeau royal d'Aragon tient son origine dans les fils de soie (lemniscs) rouge et or qui pendaient des sceaux de la papauté. Sanche Ier ne commença cependant à verser le tribut avant 1087.
Sanche Ier se fait d'ailleurs le promoteur de la réforme grégorienne dans son royaume. C'est l'abbaye de Fanlo qui la première décide de réformer la règle des moines. Le roi d'Aragon promeut aussi la réforme clunisienne qui touche d'abord le monastère Saint-Victorien, puis Saint-Jean de la Peña. Il ordonna d'ailleurs la reconstruction du monastère Saint-Jean de la Peña, nécropole des rois d'Aragon.
Le 9 mars 1071, le mercredi des Cendres, le rite romain commença à remplacer le rite wisigoth dans les abbayes royales d'Aragon. Ce changement de liturgie provoqua des résistances, en particulier de la part de Garcia, évêque de Jaca et frère du roi.
Enfin, Sanche Ier décide du transfert de l'évêché d'Aragon, dont le siège était à Saint-Adrien de Sasabe, Saint-Pierre de Siresa et Saint-Jean de la Peña, dans sa nouvelle capitale, Jaca.

#### La conquête de la Navarre et les relations avec la Castille

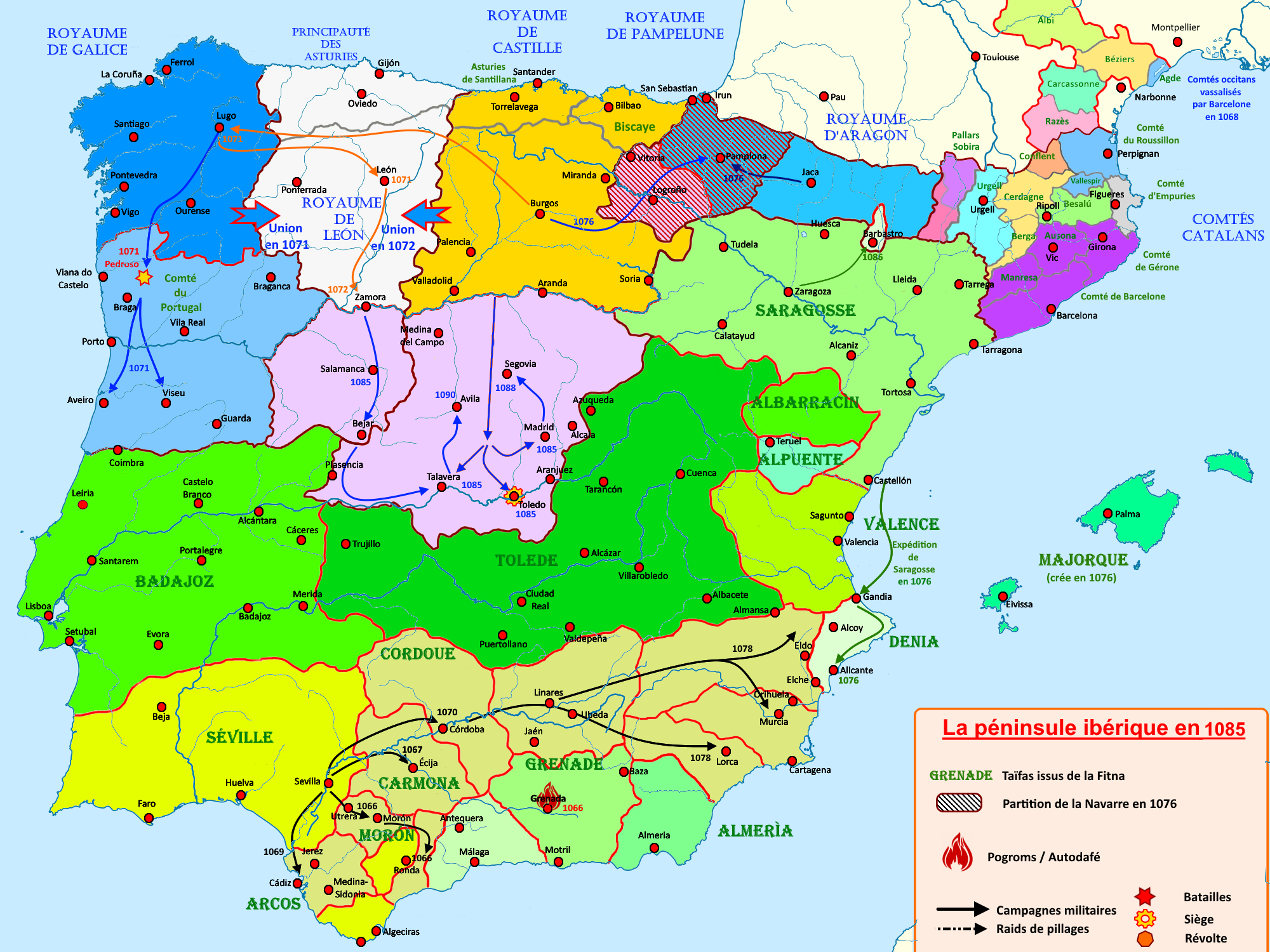
Le royaume d'Aragon de 1065 à 1085.

Sanche IV, roi de Navarre, allié de Sanche Ier, s'inquiéta de l'expansionnisme aragonais et se retourna contre lui. Il passa des traités d'alliance avec le roi de Saraqusta, Al-Muqtadir, en 1069 et en 1073.
Sanche IV fut cependant assassiné le 4 juin 1076 lors d'une partie de chasse à Peñalén, victime d'une conjuration de son frère Raimond et de sa sœur Ermesinde, peut-être avec le soutien d'Al-Muqtadir. Le meurtre provoque une crise de succession. Le roi de León et Catille, Alphonse VI de León en profite pour s'emparer de la Rioja. Les nobles navarrais, refusant d'être dirigés par le fratricide Raimond, qui part se réfugier à Saraqusta, ou par le fils de Sanche IV, Garcia, qui n'est qu'un enfant, choisissent Sanche Ier comme roi. En août, Sanche Ier bat le roi de León et Castille, qui menace son nouveau royaume et l'incorpore au sien sous le nom de Sanche V de Navarre. Quant au jeune fils de Sanche, Garcia, il est poussé à l'exil en Castille.
Sanche Ier s'efforce ensuite de rétablir de bonnes relations avec Alphonse VI. Il lui vient en aide contre le général almoravide Youssef Ibn Tachfin lors de la bataille de Sagrajas, en 1086. En 1090, il envoie un contingent lors du siège de Tolède de 1090. Il conclut même un traité d'aide mutuelle avec le Cid en 1092.

#### Œuvre législative
En 1077, Sanche Ier concède à la ville de Jaca son premier fuero, par lequel il confirme les « bons fueros » et supprime les « mauvais fueros »,. Jaca connut une exceptionnelle promotion et un important développement, qui en fit le véritable cœur du royaume de Sanche Ier.

#### Poursuite de laReconquista
En 1078, Sanche Ier ravagea la région de Saraqusta. En 1083, il s'empara de Graus et d'Ayerbe, qu'il ordonna de repeupler. La conquête de ces deux villes ouvraient au roi d'Aragon la porte des terres basses du Cinca et de la Hoya de Huesca. Tenant plusieurs villes de la Sotonera et de la plaine de la Violada, comme Almudévar, Barbués, Sangarrén, Tabernas et Vicién, sous sa menace, il put leur imposer un tribut. L'année suivante, il fit la conquête de Naval au nord de Barbastro, puis, le 5 avril 1084, Arguedas, à seulement 15 km de Tudèle.
En 1087, Sanche Ier décida de nouvelles conquêtes dans la vallée du Cinca, réunit son armée, accompagné de son fils Pierre, comte de Ribagorce, et soumit Estada puis, en 1089, Monzón et Estadilla. En 1092, Pierre, qui avait obtenu de diriger une partie du territoire conquis, à savoir le plateau de Monzón, élevé au titre de « royaume de Monzón », s'empara de Zaidin.
Au fur et à mesure des conquêtes, Sanche Ier ordonna la construction de forts qui servaient à la fois à relayer son action et à protéger les terres conquises. Lors de ses expéditions dans le nord de Saraqusta, il fit élever la forteresse d'El Castellar, sur les rives de l'Èbre, à seulement 20 km en amont de la capitale musulmane. Il fut alors capable de soumettre le royaume de Saraqusta à un tribut. Il fortifia également le château de Loarre, au nord de Huesca, et fit élever les forteresses d'Obanos, Garisa, Montearagón, Artasona et Castiliscar. Enfin, il compléta l'encerclement de l'importante ville de Huesca en fortifiant Abiego, Labata et Santa Eulalia la Mayor en 1092.

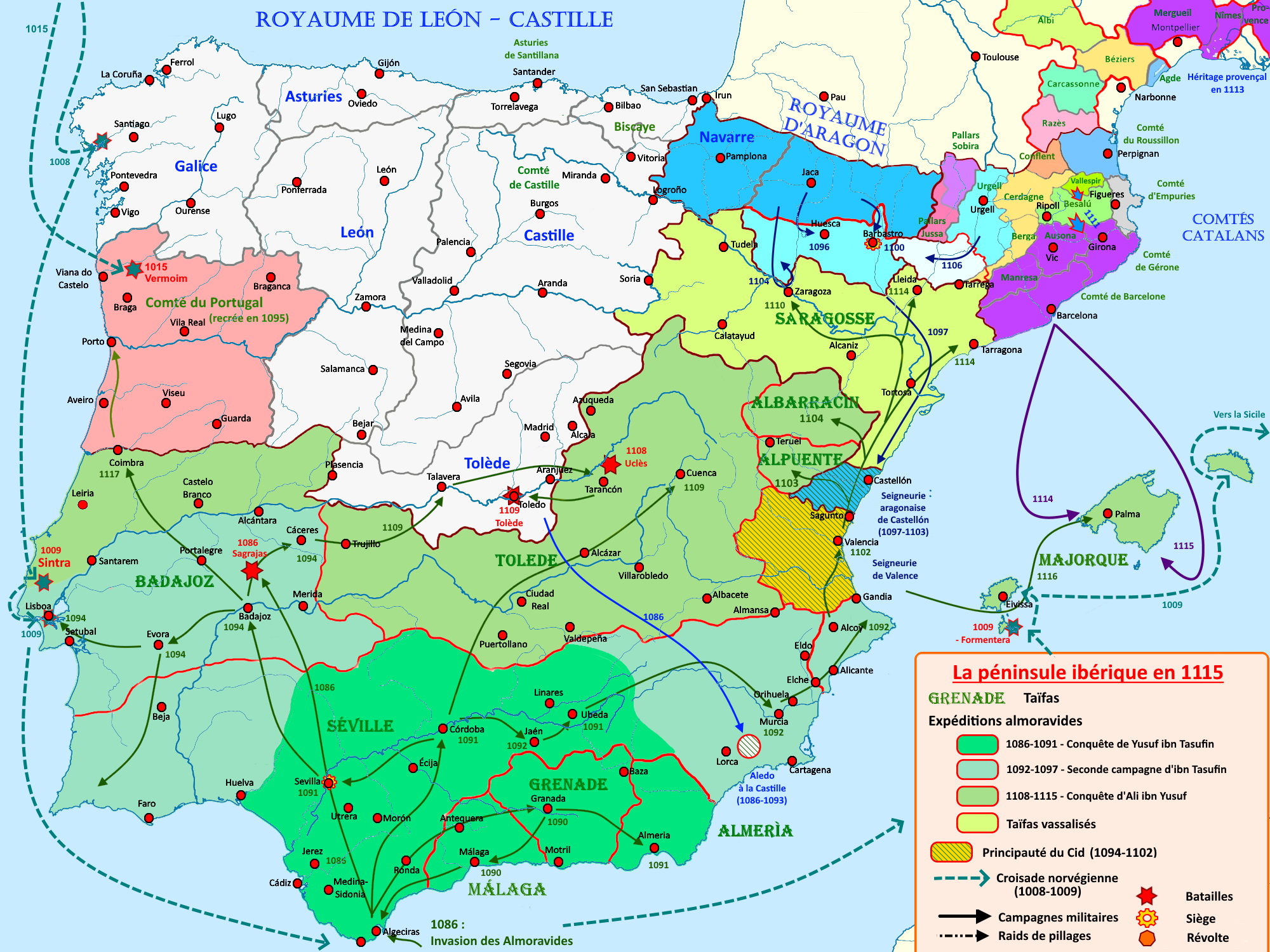
Le royaume d'Aragon de 1085 à 1115.

### Mort
Ayant resserré son emprise sur Huesca, Sanche Ier tenta de s'emparer de la ville et la soumit à un siège. Mais il fut mortellement blessé lors du siège et mourut quelques jours après, le 4 juin 1094, à Montearagón. Son corps est ensuite transporté au monastère de Saint-Jean de la Peña.

## Famille
Sanche Ier d'Aragon épousa, en 1062 ou 1063, Isabelle d'Urgell, fille du comte d'Urgell Armengol III, qui disparaît de la documentation : elle fut probablement répudiée vers cette date. De cette union naquit :
- Pierre Ier d'Aragon (vers 1068-1104), roi de Navarre et d'Aragon, de 1094 à 1104.

Sanche Ier d'Aragon épousa en 1071 Félicie de Roucy, fille d'Hilduin IV de Montdidier, seigneur de Ramerupt et comte de Roucy, et d'Alix de Roucy. De cette union naquirent :
- Ferdinand d'Aragon (1071-1094) ;
- Alphonse Ier dit le Batailleur (1073-1134), roi de Navarre et d'Aragon, de 1104 à 1134 ;
- Ramire II dit le Moine (vers 1086 - 1157), roi d'Aragon de 1134 à 1157.